# نیومانت

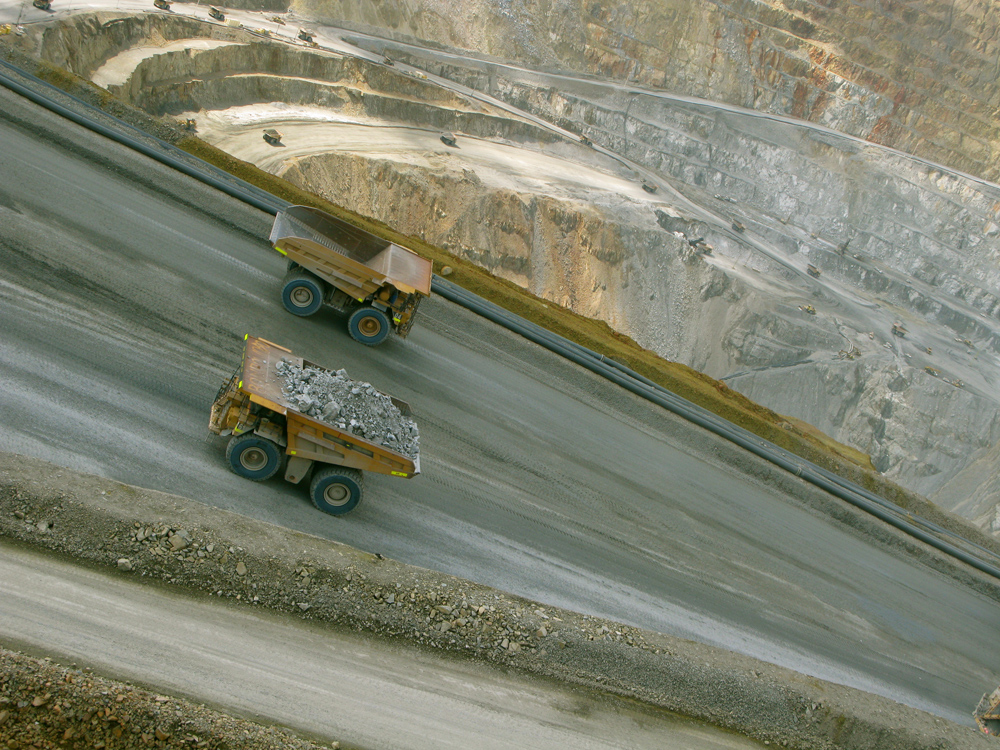
معدن باتو هیجاو، در اندونزی، متعلق به نیومانت

نیومانت (به انگلیسی: Newmont) شرکت استخراج معادن و فلزات آمریکایی است، که در زمینه تولید و بازاریابی طلا، نقره، مس و زغال سنگ فعالیت می‌نماید و به‌عنوان سومین تولیدکننده طلای جهان شناخته می‌شود.
شرکت نیومانت در سال ۱۹۲۱ توسط ویلیام بویس تامسون و کوفی ماتیاس راه‌اندازی شد و در حال حاضر به‌عنوان یکی از بزرگترین تولیدکنندگان طلا در جهان شناخته می‌شود و دارای ۲۱ معدن فعال در غنا، استرالیا، اندونزی، نیوزیلند، پرو و ایالت نوادا می‌باشد.
دفتر مرکزی این شرکت در شهر گرینوود ویلیج، کلرادو، ایالات متحده آمریکا قرار دارد و بخشی از سهام آن در بازار بورس نیویورک معامله می‌شود.